# 小行星6135
小行星6135（6135 Billowen）是一颗绕太阳运转的小行星，为主小行星带小行星。该小行星于1990年9月14日发现。

## 轨道参数
小行星6135的轨道半长轴为2.4306214 UA，离心率为0.124。